# Medalha Nacional de Humanidades
A  Medalha Nacional de Humanidades (em inglês: National Humanities Medal) dos Estados Unidos, inaugurada em 1997, honra a pessoas ou grupos cujo trabalho tem aprofundado o entendimento das humanidades da nação, ampliado a participação dos cidadãos nas humanidades, ou ajudado a preservar e ampliar o acesso dos estadunidenses aos importantes recursos das humanidades. Concedem-se a cada ano até doze medalhas.
A medalha substitui ao Prêmio Charles Frankel das Humanidades. O novo prêmio, uma medalha de bronze, foi desenhado por David Macaulay, ganhador do Prêmio Frankel em 1995.
O prêmio é outorgado pela National Endowment for the Humanities (Fundação Nacional para as Humanidades) (NEH), que é uma agência federal independente criada em 1965. É um dos maiores financiadores dos programas de humanidades nos Estados Unidos. A medalha impõe-na o presidente dos Estados Unidos.

## Galardoados

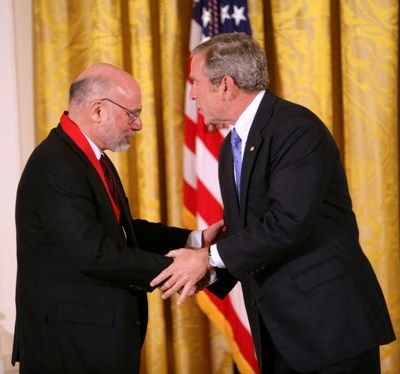
Stephen H. Balch recebe a Medalha National de Humanidades do Presidente George W. Bush.

Medalhistas estão listados por ano, depois alfabeticamente.
2015 (atribuídos a 22 de setembro de 2016)
- Rudolfo Anaya, escritor
- José Andrés, chef & empreendedor
- Ron Chernow, escritor
- Louise Glück, poetisa
- Terry Gross, apresentadora e produtora de Rádio
- Wynton Marsalis, compositor e músico
- James McBride, escritor
- Louis Menand, escritor
- Elaine Pagels, historiadora e escritora
- Prison University Project, programa de ensino superior
- Abraham Verghese, médico, professor e escritor
- Isabel Wilkerson, jornalista e escritora

2014
- The Clemente Course in the Humanities
- Annie Dillard, autor
- Everett L. Fly, arquiteto e preservacionista
- Rebecca Goldstein, filósofa e romancista
- Evelyn Brooks Higginbotham, historiador
- Jhumpa Lahiri, escritor de estórias curtas e romancista
- Fedwa Malti-Douglas, estudioso
- Larry McMurtry, romancista
- Vicki Lynn Ruiz, historiador[3]
- Alice Waters, autor e ativista de alimentos

2013 (premiados em 28 de julho de 2014)
- M. H. Abrams, crítico literário
- American Antiquarian Society, organização histórica
- David Brion Davis, historiador
- William Theodore de Bary, estudioso nos Estudos da Ásia Oriental
- Darlene Clark Hine, historiador
- Johnpaul Jones, arquiteto
- Stanley Nelson, produtor e diretor
- Diane Rehm, apresentador de rádio
- Anne Firor Scott, historiador
- Krista Tippett, apresentador de rádio e autor

2012 (premiados em 10 de julho de 2013)
- Edward L. Ayers, historiador
- William G. Bowen, líder acadêmico
- Jill Ker Conway, autor e líder em ensino superior
- Natalie Zemon Davis, historiador
- Frank Deford, escritor de esportes
- Joan Didion, romancista e ensaísta
- Robert D. Putnam, cientista político
- Marilynne Robinson, romancista
- Kay Ryan, poeta
- Robert B. Silvers, editor
- Anna Deavere Smith, atriz e dramaturga
- Camilo José Vergara, photographer and documentarian

2011 (premiados em 13 de fevereiro de 2012)
- Kwame Anthony Appiah, filósofo
- John Ashbery, poeta
- Robert Darnton, historiador e bibliotecário
- National History Day, programa
- Andrew Delbanco, estudioso literário
- Charles Rosen, músico e estudioso
- Teofilo Ruiz, historiador medieval
- Ramón Saldívar, estudioso literário
- Amartya Sen, economista e laureado com Nobel

2010 (premiados em 2 de março de 2011)
- Daniel Aaron
- Bernard Bailyn
- Jacques Barzun
- Wendell E. Berry
- Roberto González Echevarría
- Stanley Nider Katz
- Joyce Carol Oates
- Arnold Rampersad
- Philip Roth
- Gordon S. Wood

2009 (premiado em 25 de fevereiro de 2010)
- Robert A. Caro
- Annette Gordon-Reed
- David Levering Lewis
- William H. McNeill
- Philippe de Montebello
- Albert H. Small
- Theodore C. Sorensen
- Elie Wiesel

2008 (premiados em 17 de novembro de 2008)
- Gabor S. Boritt
- Richard Brookhiser
- Harold Holzer
- Myron Magnet
- Albert Marrin
- Milton J. Rosenberg
- Thomas A. Saunders III and Jordan Horner Saunders
- Robert H. Smith
- John Templeton Foundation
- Norman Rockwell Museum

2007 (premiados em 15 de novembro de 2007)
- Stephen H. Balch
- Russell Freedman
- Victor Davis Hanson
- Roger Hertog
- Cynthia Ozick
- Richard Pipes
- Pauline L. Schultz
- Henry Leonard Snyder
- Ruth R. Wisse
- Monuments Men Foundation for the Preservation of Art

2006
- Fouad Ajami
- James M. Buchanan
- Nickolas Davatzes
- Robert Fagles
- Mary Lefkowitz
- Bernard Lewis
- Mark Noll
- Meryle Secrest
- Kevin Starr
- Hoover Institution em War, Revolution and Peace, Universidade de Stanford

2005
- Walter Berns
- Matthew Bogdanos
- Eva Brann
- John Lewis Gaddis
- Richard Gilder
- Mary Ann Glendon
- Leigh Keno
- Leslie Keno
- Alan Charles Kors
- Lewis Lehrman
- Judith Martin
- The Papers of George Washington, Universidade da Virginia

2004
- Marva Collins
- Gertrude Himmelfarb
- Hilton Kramer
- Madeleine L'Engle
- Harvey Mansfield
- John Searle
- Shelby Steele
- United States Capitol Historical Society

2003
- Robert Ballard
- Joan Ganz Cooney
- Midge Decter
- Joseph Epstein
- Elizabeth Fox-Genovese
- Jean Fritz
- Hal Holbrook
- Edith Kurzweil
- Frank M. Snowden, Jr.
- John Updike

2002
- Frankie Hewitt
- Iowa Writers' Workshop
- Donald Kagan
- Brian Lamb
- Art Linkletter
- Patricia MacLachlan
- The Mount Vernon Ladies' Association
- Thomas Sowell

2001
- José Cisneros
- Robert Coles
- Sharon Darling
- William Manchester
- Richard Peck
- Eileen Jackson Southern
- Tom Wolfe
- National Trust for Historic Preservation

2000
- Robert N. Bellah
- Will D. Campbell
- Judy Crichton
- David C. Driskell
- Ernest Gaines
- Herman T. Guerrero
- Quincy Jones
- Barbara Kingsolver
- Edmund S. Morgan
- Toni Morrison
- Earl Shorris
- Virginia Driving Hawk Sneve

1999
- Patricia Battin
- Taylor Branch
- Jacquelyn Dowd Hall
- Garrison Keillor
- Jim Lehrer
- John Rawls
- Steven Spielberg
- August Wilson

1998
- Stephen E. Ambrose
- E. L. Doctorow
- Diana L. Eck
- Nancye Brown Gaj
- Henry Louis Gates, Jr.
- Vartan Gregorian
- Ramón Eduardo Ruiz
- Arthur M. Schlesinger, Jr.
- Garry Wills

1997
- Nina M. Archabal
- David A. Berry
- Richard Franke
- William Friday
- Don Henley
- Maxine Hong Kingston
- Luis Leal
- Martin Marty
- Paul Mellon
- Studs Terkel

## Prémio Charles Frankel
1996
- Rita Dove
- Doris Kearns Goodwin
- Daniel Kemmis
- Arturo Madrid
- Bill Moyers

1995
- William R. Ferris
- Charles Kuralt
- David Macaulay
- David McCullough
- Bernice Johnson Reagon

1994
- Ernest L. Boyer
- William Kittredge
- Peggy Whitman Prenshaw
- Sharon Percy Rockefeller
- Dorothy Porter Wesley

1993
- Ricardo E. Alegría
- John Hope Franklin
- Hanna Gray
- Andrew Heiskell
- Laurel T. Ulrich

1992
- Allan Bloom
- Shelby Foote
- Richard Rodriguez
- Harold K. Skramstad, Jr.
- Eudora Welty

1991
- Winton Blount
- Ken Burns
- Louise Cowan
- Karl Haas
- John Tchen

1990
- Mortimer Adler
- Henry Hampton
- Bernard M.W. Knox
- David Van Tassel
- Ethyle R. Wolfe

1989
- Patricia L. Bates
- Daniel Boorstin
- Willard L. Boyd
- Clay Jenkinson
- Américo Paredes